# 陳慧心 (演員)
陳慧心 （May Chan），香港舞台劇演員、監製，現為「心創作劇場」藝術總監。
2002年，陳慧心於香港演藝學院戲劇學院畢業，主修表演，2003年起獲邀擔任「心創作劇場」藝術總監。
2010年，自導自演舞台劇《胖侶》，特意將體重由90磅增至130多磅，以配合劇中「豬扒中女」Helen的角色，為觀衆注意，並於2011年獲提名第20屆香港舞台劇獎最佳女主角 (喜/鬧劇) 。
2012年，構思並監製由8個短劇組合而成的舞台劇《就在那時候的那個時候》，當中4段劇本改編自《All in the Timing》。同年8月於香港文化中心劇場演出以性及「初夜」為主題的舞台劇《失身1234》。
2014年，獨自主演以飲食及愛情與親情為主題的舞台劇《女煮人》，在舞台上即時煮食。

## 演出/監製戲劇
- 《留住百味情》
- 《胖侶》
- 《摘星天梯》
- 《就在那時候的那個時候》
- 《失身1234》
- 《女煮人》

## 資料來源
1. ↑  真愛胖侶 （页面存档备份，存于） 太陽報，2012年4月2日
2. ↑  問心句．自我價值﹕內涵重於外表 「胖侶」不怕肥 （页面存档备份，存于） 明報，2012年4月16日
3. ↑  .   [2014-01-14]. （原始内容存档于2016-03-04）.
4. ↑  .   [2014-01-14]. （原始内容存档于2017-09-13）.
5. ↑  陳慧心：我唔夠靚，但我夠強！ （页面存档备份，存于） 101藝術新聞

## 外部連結
- 陳慧心May May Chan的Facebook專頁
- MayMayChan陳慧心的新浪微博